# 699 (číslo)
Šest set devadesát devět je přirozené číslo. Následuje po čísle šest set devadesát osm a předchází číslu sedm set. Římskými číslicemi se zapisuje DCXCIX nebo IDCC a řeckými číslicemi χϟθ.

## Matematika
699 je:
- Deficientní číslo
- Poloprvočíslo
- Nešťastné číslo

## Astronomie
- (699) Hela je planetka hlavního pásu, kterou objevil v roce 1910 Joseph Helffrich

## Roky
- 699
- 699 př. n. l.